# Daternomina bifida
Daternomina bifida là một loài Trichoptera trong họ Ecnomidae. Chúng phân bố ở miền Australasia.